# Asperula pontica
Asperula pontica är en måreväxtart som beskrevs av Pierre Edmond Boissier. Asperula pontica ingår i släktet färgmåror, och familjen måreväxter. Inga underarter finns listade i Catalogue of Life.